# Lech (vévoda)

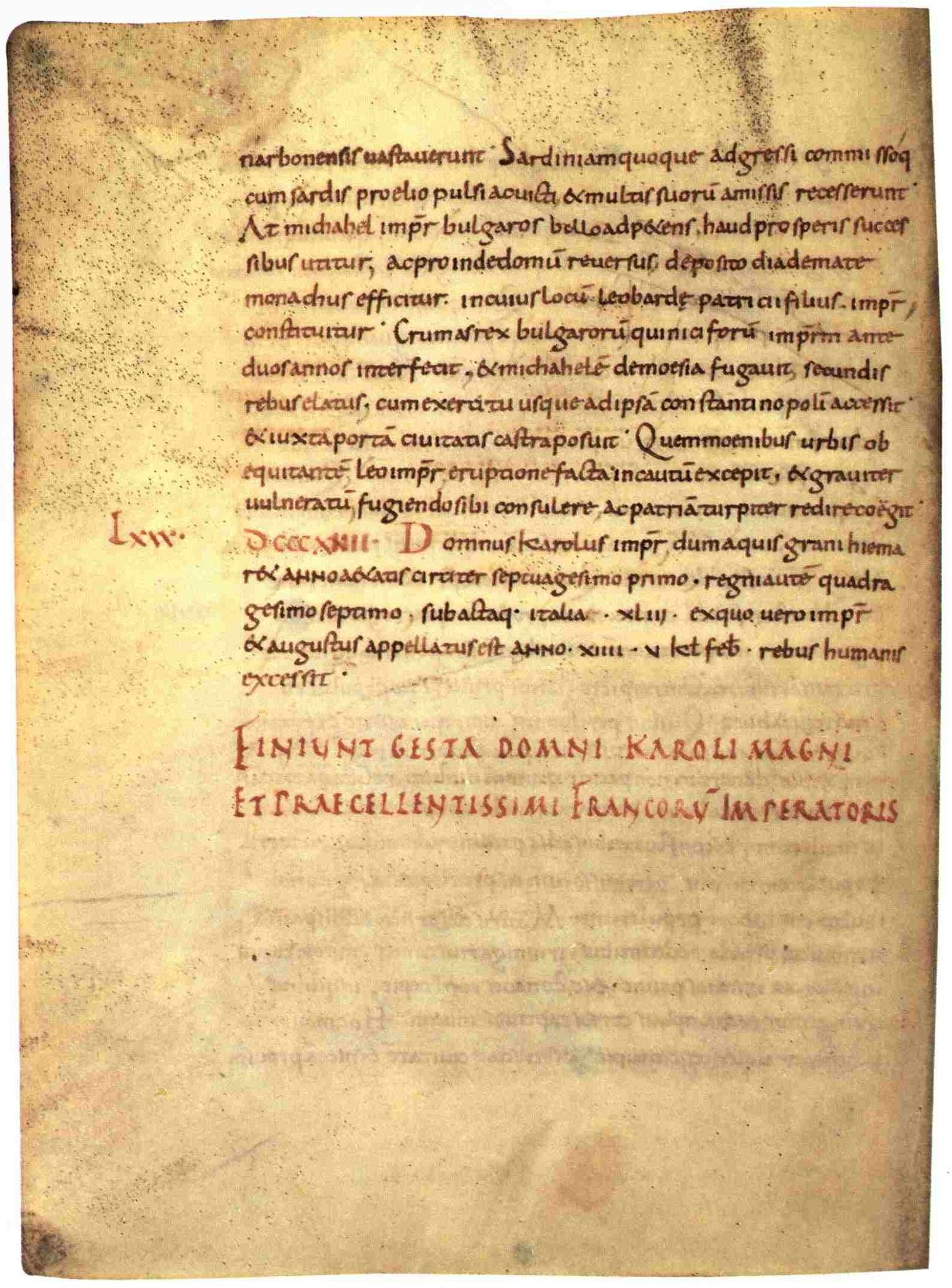
Stránka z Letopisů království Franků, ze kterých pochází písemné zmínky o Lechovi

Lech či Běch (latinsky Lecho či Becho) (8. století – 805 Canburg) byl snad slovanský vůdce sídlící na hradišti Canburg v oblasti dnešních Čech. Je zmíněn ve franských kronikách Chronicon Moissacense a Annales Mettenses priores v souvislosti z tažením franských vojsk Karla Velikého do Čech v roce 805. Jedná se o jediné zmíněné jméno spjaté s územím Čech mezi rozpadem Sámovy říše v roce 659 a první zprávě o moravském knížeti Mojmírovi z roku 831.

## Výprava do Čech
Roku 805 podnikl franský král a římský císař Karel I. Veliký vojenskou výpravu do Čech za účelem podmanění českých kmenů na východě, v jejímž čele stál jeho syn Karel Mladší. Do Čech se vydaly celkem tři výpravy. První z nich byla složená ze Sasů, která překročila Krušné hory pravděpodobně Nakléřovským průsmykem a posléze pokračovala do oharské pánve. Druhý voj, tvořený Bavory, Alamany a Burgundy, pod velením Adulfa a Werinhara, pronikl do Čech zřejmě Zlatou stezkou na jihu Čech. Třetí, poslední a hlavní vojsko, v jehož čele stál Karel Mladší, do Čech vtrhlo po tzv. královské cestě od horního Mohanu překračující Smrčiny a dále podél Ohře k hradišti Canburg, kde se setkalo s dalšími dvěma výpravami. Franské vojsko poté hradiště oblehlo a poplenilo okolí na obou stranách řeky Labe. Češi se před útočícím franským vojskem ukryli v opevněném hradišti, které se vojsko snažilo dobýt, ale ani po 40 dnech obléhání se jim hradiště dobýt nepodařilo, přesto při jedné z potyček údajně padl i jakýsi slovanský vévoda Lech / Běch, ale není zřejmé, zda se jednalo o vlastní jméno vévody či titul zmíněné osoby. Franské vojsko proto poplenilo okolí a kvůli nedostatku potravy se vrátilo zpět do Franské říše.

## Umístění hradiště
Přesná poloha hradiště není známá. Někdy bývá ztotožňován s Hradskem, kde název může vycházet z názvu nedaleké osady Kanina a německého slova hrad (Can-burg).

## Jméno či titul?
Ve středověkých Annales Mettenses priores zmíněný Lecho/Becho bývá někdy vykládán jako Lech, ale již více než sto let probíhá debata o tom, zda se jedná o vlastní jméno vojvody nebo vojenskou hodnost ve smyslu vojvody.